# Nephila plumipes
Nephila plumipes är en spindelart som först beskrevs av Pierre André Latreille 1804.  Nephila plumipes ingår i släktet Nephila, och familjen Nephilidae. Inga underarter finns listade i Catalogue of Life.
Enligt australiensiska forskarrön har arten börjat anpassa sig till storstadsmiljö och bildat stora kolonier i Sydney.

## Utseende
Kroppen hos honor blir i genomsnitt 22,5 mm lång medan hanar blir 5,0 mm.